# Públia Hortênsia de Castro
Públia Hortênsia de Castro (Vila Viçosa, 1548-Évora, 1595) fue una erudita y humanista en la corte de Catalina de Austria, reina de Portugal.
Nacida en 1548 en Vila Viçosa, Portugal, recibió su nombre de Hortensia, la famosa oradora romana e hija de Quinto Hortensio, lo que sugiere que sus padres tenían la intención de que se convirtiera en una mujer bien educada. Estudió griego y latín, y cuando tenía diecisiete años participaba en debates públicos sobre Aristóteles. Existen teorías de que, vestida de niño y acompañada por su hermano, asistió a la Universidad de Coímbra, en Lisboa, aunque los historiadores lo consideran poco probable.
Compuso salmos en latín, aunque se han perdido, y el rey Felipe II le concedió una pensión vitalicia, fruto de su admiración por ella. Finalmente abandonó la corte y se unió a un convento de monjas agustinas. Falleció en Évora en 1595.

## Homónimos
En 1978, Lisboa honró a De Castro dando su nombre a una calle en la zona de Carnide.